# 漢堡法學院
汉堡博锐思法学院（英文：Bucerius Law School）(发音：[buˈtseʁius], 简写：BLS)，中文里常简称为汉堡法学院，位于德国汉堡，是一所小型私立法学院。 该学院是德国第一所私立法学院，也是德国顶尖法学院之一。  每年招收115名本科生，这些学生在德国司法考试中取得优异成绩。汉堡博锐思法学院可授予法学与商学硕士学位（由博锐思与奥托贝森管理研究院联合授予，并以英语授课）、博士学位及任教头衔，同时开设两门夏季课程，并授予相应证书（用英语授课）。

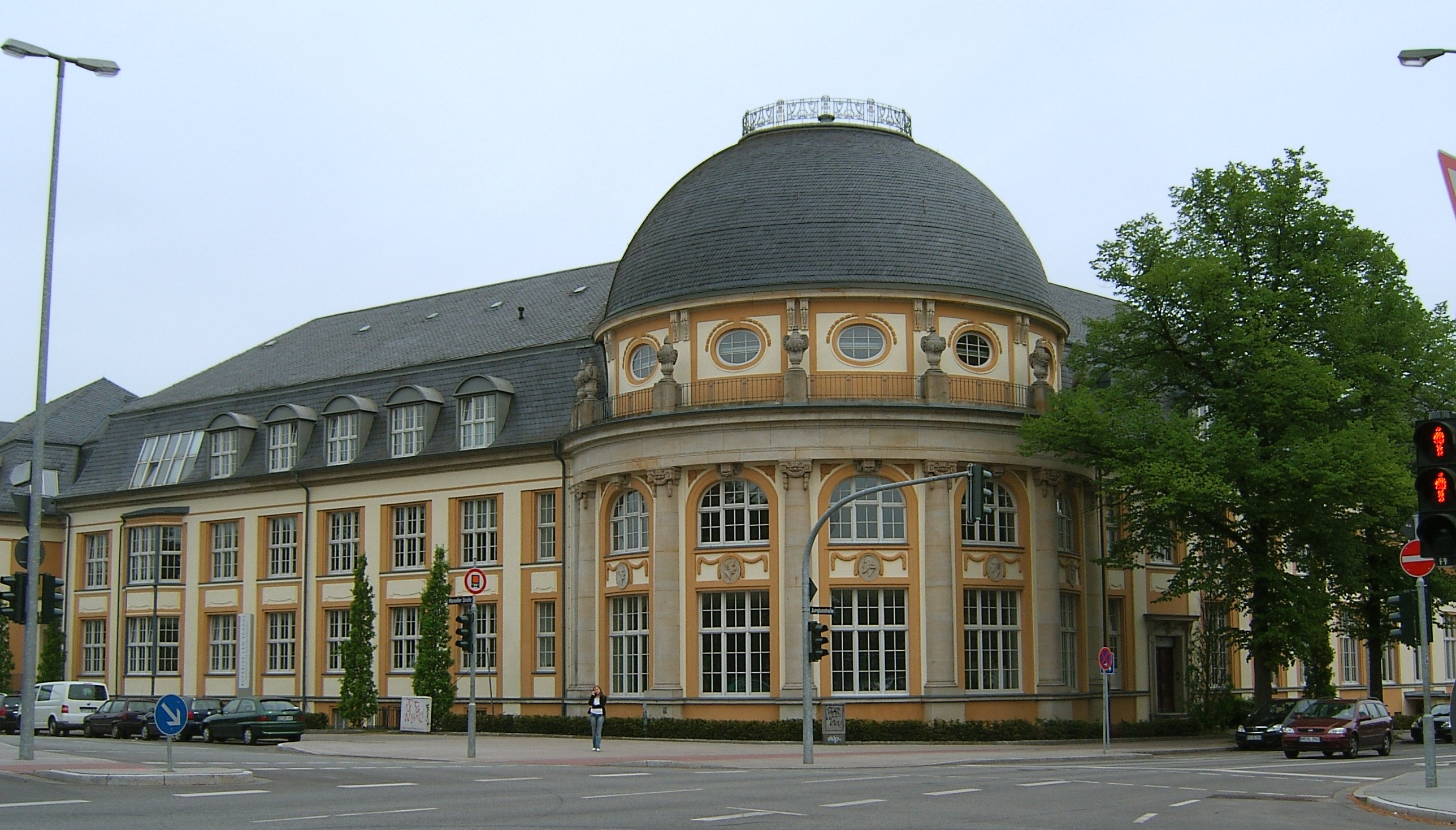
汉堡博锐思法学院的主楼，建于1906年

## 创立与机构
汉堡博锐思法学院由德国最大的基金会之一—时代基金会（ZEIT-Stiftung Ebelin und Gerd Bucerius）按照美国法学院的模式建于2000年，并以Gerd Bucerius命名（Gerd Bucerius是德国著名法官、律师、记者、政治家及德国领先周报Die Zeit的创始出版人）。

汉堡博锐思法学院是一家非盈利股份有限公司，其使命是“思想自由 - 学术创新 - 社会责任”（"Freedom of Thought - Academic Renewal - Social Responsibility")。

汉堡博锐思法学院由州颁发执照，并通过了德国科学与人文委员会（German Science and Humanities Council）的认证。
教职员工中，有17名全职教授（大约65名研究助理及博士后研究人员），5名兼职教授，4名荣誉教授，2名终身教授。还设有基础法律及非盈利组织研究所、公司与资本市场法研究所、以及跨国知识产权、媒体、科技法与政策中心。汉堡博锐思法学院吸引了全球大量访问学者与演讲嘉宾，并举办了各种主题的学术会议。

## 排名与声誉
汉堡博锐思法学院在德国法学院中排名第三，拥有卓著的国际声誉。

## 教学计划
汉堡博锐思法学院提供两种不同学位的学习项目：普通法学教学计划，可获得法学学士（LLB）学位，并可参加德国初级司法考试；法学与商学硕士教学计划(MLB)。另外，它还可授予博士学位及任教头衔，开设两门夏季课程，并授予相应证书。

### 法学学士与德国初级司法考试教学计划
四年法学学士教学计划分为12个学期（3学期制）。教学计划结束后，学生集中精力准备德国初级司法考试（普通法学学位），以获得法律实习机会。整个计划时间为4.5年到7年，其中一个学期在汉堡博锐思法学院的国外合作机构学习。

除了广泛的法学教育，该学院极为重视必修通识课程，强调外语及经济学。学生必须在律师事务所、企业或组织（其中许多机构是汉堡博锐思法学院的赞助方）实习。学校要求学生在第七个学期用德语之外的语言在外国学习法律。

该学院每年录取115名最优秀的申请者为本科学生/参加德国初级司法考试。每年6月、7月，通过笔试与面试两轮入学考试对申请者进行选拔。被录取的学生大部分在其高中班级出类拔萃。超过10%的学生是优秀高中毕业生，这一比例在德国高等教育机构中是最高的。近70%的汉堡博锐思法学院毕业生在德国司法州考试中达到优秀水平，这一比例是全国平均水平的三倍。

学费为每学期4,000欧元（共12个学期）。助学金包括奖学金、学生贷款及“先上学、后缴费”。另外，许多学生可获得外部奖学金。

### 法学与商学硕士教学计划 (MLB)
汉堡博锐思法学院与WHU授予的法学与商学硕士学位 – Joachim Herz教学计划 (Master of Law and Business “MLB”教学计划)是由汉堡博锐思法学院与WHU-Otto Beisheim School of Management联合提供的硕士学位项目。法学与商学硕士教学计划使用动态的跨学科方法将很强的学术性、实践经验与深入研究结合起来，从全球卓越、先进的培训与职业提升角度讲授法律与商学专业知识。

法学与商学硕士教学计划为期一年，课程密集，全程用英语教学。“对外德语”课程作为非必修课程也包含在法学与商学硕士教学计划中。 

课程主要在博锐思法学院在汉堡校区授课。

申请人应拥有法学、经济学或商学学位。其它学科的毕业生应具有与这些领域相关的工作经验。该教学计划的目标是对国际高级管理人员进行法律与经济学培训，使其能够在国际背景下从法律、经济角度分析企业问题。

该教学计划自8月底开始，至下一年8月底结束。将对修满学分并成功完成学业、硕士论文、实习、通识课程的学生授予法学与商学硕士学位。 

法学与商学硕士教学计划分为八个模块。秋季课程为企业设立与合同拟订，春季和夏季课程为企业发展与货物销售合同的履行（或不履行）。

通识课程在秋季、春季、夏季为每隔两周大约两个课时，包括一个社会服务项目。该教学计划还包括在律师事务所、公司、政府机构或其它组织参加经批准的、为期八周的实习。夏季的“顶点课程”可帮助学生巩固在法学与商学硕士教学计划中学到的知识与技能。此课程由具备学术与实务经历的国际教师授课。

法学与商学硕士教学计划每年录取50到55名学生。学生群体具有多元性，通常每年的学生来自30到35个国家。德国学生的比例大约为25-30%。
此教学项目的学费为22,000欧元。每年有一个中国学生可获得学费全免奖学金，另外，依据学生的需要与成绩，可获得地区奖学金。

### 博士与博士后学习
汉堡博锐思法学院也提供博士及博士后学习课程，当前录取了301位博士生。完成博士课程的学生中也有中国人。

### 夏季课程
夏季，汉堡博锐思法学院的夏季课程为国际商法及调解这两门课程，课程全部用英语教学，将来自全球的学生与教授汇集在一起。

汉堡博锐思法学院国际商法夏季课程自2008年开始开设，为期4周，侧重于资本市场证券、贸易法，消费者交易及国际商法的其它关键领域。

汉堡博锐思法学院调解课程于2012年开始开设，为期3周，侧重在“企业与企业调解”，教授在调解时能够最有效地陈述客户利益的技巧。 

这两门高强度、用英语教学的课程的目标群体是外国及德国法学专业毕业生及法学专业在校生。这两门课程的目标是向学生传授知识，并让他们了解塑造各个领域的因素，使学生能够满足当今不断全球化的世界中，公司与律师事务所不断增长的需求。顺利通过此课程的参与者可获得相应证书及学分成绩单，并可将所获学分转到他们在本国大学的学分中。

### 与合作大学的国际交流项目
汉堡博锐思法学院已经与全球31个国家的93所法学院形成了广泛的国际交流网络；在中国，包括复旦大学（上海）、北京大学国际法学院 （页面存档备份，存于）（深圳）。全球范围内的其它领先合作机构包括：牛津大学、剑桥大学、谢菲尔德大学、巴黎政治大学、邦岱翁－索邦－巴黎第一大学、圣加仑大学、斯坦福大学、纽约大学、加州大学（伯克利分校）、西北大学、密歇根大学、弗吉尼亚大学、康奈尔大学、乔治城大学、开普敦大学及其它许多大学。

每年秋季会有约100名来自汉堡博锐思法学院合作大学的学生来到汉堡，参加国际交流项目，其中来自中国合作大学的学生大约为4名。目前，汉堡博锐思法学院的约100名本科生也会在汉堡博锐思法学院的合作大学度过一学期。

## 课外活动
学院有两份由学生管理的出版物：名为《政治与法理社会》（“Politik und Gesellschaft“）的政治性杂志及《博锐思法学期刊》Bucerius Law Journal （页面存档备份，存于）。学院设有唱诗班、管弦乐队、大型爵士乐队、剧组、联合国模拟协会、学生政治团体、Phi Delta Phi酒馆及许多体育俱乐部（这些俱乐部在每年的“冠军杯”中与其它大学进行比赛）。模拟法庭采用英国法、国际贸易法、劳动法进行审理。

## 位置与设施
汉堡博锐思法学院位于市中心，靠近汉堡贸易展览中心及 Planten un Blomen公园。学院坐落于一座古建筑中，这栋建筑曾经是汉堡大学园艺及植物学大楼。汉堡博锐思法学院提供全方位服务的食堂或自助餐厅，每日提供多种热餐。2007年，在主楼东侧新建了博物馆，可容纳450个座位。博物馆包括100,000本纸质与电子图书，2,355种纸质与电子期刊，但不对外开放。学院有数个机房、午睡室、剧院及校园内双语（德语/英语）幼儿园。可以在大讲堂的全屏幕上观赏重要活动（如重要足球赛）。校园内还有一个体育馆，学生在交纳50欧元登记费后可自由使用。体育馆及主楼内均提供淋浴室。在顶层，汉堡博锐思法学院设有15间教室供小型学习小组使用。如果有考试压力并出现压力症状，可以向大学指导教师咨询。在其“考试诊所”，学院提供单独考试培训。